# 아델파 칼보
아델파 칼보(Adelfa Calvo, 1962년 5월 5일 ~ )는 스페인의 배우이다.

## 출연 작품
- 엄마에게로의 여행 (2018)
- 어떤 작가 (2017)